# Duchal Moor Railway
| Duchal Moor Railway        | Duchal Moor Railway |
| -------------------------- | ------------------- |
| Weiche vor dem Lokschuppen |                     |
| Streckenlänge:             | 8 km                |
| Spurweite:                 | 2 Fuß = 610 mm      |
|                            |                     |

Die Duchal Moor Railway oder Grouse Moor Line war eine etwa acht Kilometer lange Schmalspurbahn mit einer Spurweite von zwei Fuß (610 mm) bei den Muirshiel Hills im Duchal Moor im Clyde Muirshiel Regional Park, 5 km westlich von Kilmacolm in Schottland.

## Geschichte
Die Schmalspurbahn wurde von dem Schiffbauer Sir James Lithgow, 1. Baronet für den Transport von Gruppen von Treibern und Jägern bei Treibjagden und deren Equipment gebaut. Durch das Bauprojekt sollten nach dem Ersten Weltkrieg arbeitslose Werftarbeiter eine Beschäftigung finden.
Die Bahnlinie wurde jährlich zwischen dem 12. August, dem  Glorious Twelfth genannten Beginn der Jagdsaison für die Moorhuhnjagd und dem Saisonende Mitte Dezember genutzt, um die Jagdgesellschaften auf die Hügel des mehrere hundert Acre großen sumpfigen Moorgebiets zu bringen.
Die Gleise wurden aus Gleismaterial von alten Militärfeldbahnen und aus Kohlebergwerken gebaut, mit Schwellen aus Balken, die beim Zerlegen von Kriegsschiffen gewonnen wurden.

## Streckenführung
Die Bahnlinie startete bei Hardridge Farm, wo die Lokomotiven und Personenwagen gelagert wurden. Sie hatte drei Zweigstrecken: nach Laverock Stone im Norden, nach Laird's Seat im Westen und zum Smeath Hill im Süden.

## Lokomotiven
1922 wurden zwei Benzinlokomotiven mit jeweils 20 PS der Motor Rail & Tramcar Company aus Bedford mit den Seriennummern 2097 und 2171 beschafft. Im September 1969 wurde außerdem eine zweiachsige Diesellokomotive mit 20/28 PS aus dem Baujahr 1941 mit der Seriennummer 8700 von Joseph Arnold Ltd's Sandgruben an der Leighton Buzzard Light Railway beschafft.

## Überreste
Die Bahn wurde in den späten 1970er Jahren außer Betrieb genommen. Der Lokschuppen war 2008 noch erhalten und es gibt noch einige Reste von Brücken, Bahnsteigen und Gleisen vor Ort.